# Andreas Voglsammer
Andreas Voglsammer (Rosenheim, 9 gennaio 1992) è un calciatore tedesco, attaccante dell'Hansa Rostock.

## Carriera

### Club
Ha giocato nella prima divisione tedesca, nella seconda divisione tedesca e nella seconda divisione inglese.

### Nazionale
Ha giocato nelle nazionali giovanili tedesche Under-16 ed Under-18.

## Palmarès

### Club

#### Competizioni nazionali
- Campionato tedesco di seconda divisione: 1

Arminia Bielefeld: 2019-2020